# Kozma Géza (zeneszerző)
Kozma Géza (Segesvár, 1902. február 26. – Marosvásárhely, 1986. október 5.) erdélyi magyar zeneszerző, csellóművész, karmester és pedagógus.

## Életútja
Marosvásárhelyen érettségizett (1919), zenei tanulmányait a helybeli zeneiskolában (1911–21), majd Berlinben végezte (1921–22). A budapesti Zeneművészeti Főiskolán szerzett csellótanári oklevelet (1942). A marosvásárhelyi zeneiskola, illetve Művészeti Líceum tanára, két ízben (1947–49, 1950–52) igazgatója; nyugalomba vonult 1972-ben. A helybeli Filharmónia karmestere (1948–54); az 1950-es évekig mint csellóművész hangversenyezett.
Szerzeményei túlnyomórészt vonós kamaraművek és csellódarabok. Szépirodalmi fogantatású zeneművei: három kantáta Petőfi Sándor, Salamon Ernő, Antalffy Endre verseire (1950–54); hat dal Antalffy Endre, Szabó Lőrinc, Szombati-Szabó István és mások verseire (1929–54), tizenegy karmű Arany János, Hajdu Zoltán, Horváth István, Majtényi Erik, Páskándi Géza, Petőfi Sándor, Reményik Sándor, Salamon Ernő, Szemlér Ferenc és Várnai Zseni verseire (1929–65), utóbbiak részben megjelentek a Művelődési Útmutatóban, ill. a Népi Alkotások Háza különböző kiadványaiban. Csellódarabjaiból a bukaresti Zeneműkiadó nyújtott reprezentatív válogatást (1970).

## Művei

### Szólóművek
- Gyászdal – zongorára (1945)
- Szvit – csellóra (1962)
- Ballada – zongorára (1964)
- Allegro furioso – zongorára (1965)

### Kamaraművek
- I. vonósnégyes (1928)
- Székely ballada – csellóra és zongorára (1929)
- Bölcsődal – csellóra és zongorára (1929)
- Duó – téma és variációk két csellóra (1930)
- Meditáció – csellóra és zongorára (1931)
- A fonóban – csellóra és zongorára (1931)
- Székely tánc – csellóra és zongorára (1931)

- Doina és forgatós (învârtită) – csellóra és zongorára (1935)

- 2. vonósnégyes (1936)
- Duó – hegedűre és csellóra (1938)
- Novellette – hegedűre és zongorára (1939)
- Humoreszk (hegedűre és zongorára (1939)
- Trió – hegedűre, csellóra és zongorára (1939)
- Szerenád – hegedűre és zongorára (1940)
- Versenymű – csellóra és zongorára (1940) – zenekaros változat (1953)
- Noktürn – csellóra és zongorára (1943)
- Scherzo – csellóra és zongorára (1943)
- Szonáta – nagybőgőre és zongorára (1943)
- Poéma (Elégia) – csellóra és zongorára (1944)
- Versenymű – nagybőgőre és zongorára (1944)
- Kis rapszódia – négy csellóra (1944)
- Scherzo – hegedűre és zongorára (1945)
- Allegro appassionato – csellóra és zongorára (1945)
- Adagio – csellóra és zongorára (1946)
- Miniatűr – csellóra és zongorára (1946)
- Szonáta – csellóra és zongorára (1953)
- 3. vonósnégyes (1956)
- Egy zenei tréfa – vonósnégyesre (1960)
- 4. vonósnégyes (1962)
- Prelúdium és tánc – négy csellóra (1963)
- Szonáta – hegedűre és zongorára (1965)

### Zenekaros művek
- Szelistyei asszonyok – szólistákra, vegyeskarra és szimfonikus zenekarra (1932) – szöveg: Mikszáth Kálmán-Fodor István
- Székely tánc – szimfonikus zenekarra (1932)
- Béke-kantáta – szólistákra, vegyeskarra és szimfonikus zenekarra (1950) – szöveg: Salamon Ernő
- A szabadsághoz – vegyeskarra és szimfonikus zenekarra (1950) – szöveg: Petőfi Sándor
- Egy új élet felé – szimfonikus zenekarra (1952)
- Képek a Maros mentéről – kamarazenekarra (1952)
- De szép az élet – szólistára, vegyeskarra és szimfonikus zenekarra (1954) – szöveg: Antalffy Endre
- Változatok egy magyar népdalra – szimfonikus zenekarra (1957)
- Ünnepi poéma – szimfonikus zenekarra (1963)
- Változatok egy magyar népdalra – csellózenekarra (1964) – az 1957-ben keletkezett alkotás áthangszerelt változata
- 8 miniatűr – vonószenekarra (1971)

### Kórusművek
- Árva fiú – szólistákra és vegyeskarra (1929) – szöveg: Arany János
- Egy virág úszik – férfikarra (1930) – szöveg: Reményik Sándor
- Három őszi könnycsepp – férfikarra (1935) – szöveg: Ady Endre
- Őszi kép – férfikarra (1942) – szöveg: Aradi E.
- Cseng az élet – férfikarra (1942) – szöveg: Ady Endre
- Beh szép – vegyeskarra (1946) – szöveg: Várnai Zseni
- Néma bú – férfikarra (1947) – szöveg: Arany János
- A szabadsághoz – vegyeskarra (1948) – szöveg: Petőfi Sándor
- A farkasok dala – férfikarra (1948) – szöveg: Petőfi Sándor
- A mi mezőnkön – vegyeskarra (1953) – szöveg: Kupala Janka
- Minden nap – vegyeskarra (1955) – szöveg: Majtényi Erik
- Dalok a Maros mentéről – vegyeskarra (1955)
- Bevonuló nóta – férfikarra (1955) – szöveg: Páskándi Géza
- Két székely népdal – vegyeskarra (1956)
- Két csíki népdal – vegyeskarra (1956)
- Áztató dal – nőikarra (1958) – szöveg: Hajdu Zoltán
- A mindenség küszöbén – vegyeskarra (1958) – szöveg: Horváth Imre
- Békedal – vegyeskarra (1958) – szöveg: Bihari Á.
- Ünnepi dal – vegyeskarra (1959) – szöveg: Bihari Á.
- Jaj, de széles... – vegyeskarra (1962)
- Hazám – vegyeskarra (1965) – szöveg: Szemlér Ferenc

### Lied-ek
- Széfa szépségének dicsérete – énekhang és zongora (1929) – szöveg: Szombati-Szabó István
- Esti dal – énekhang és zongora (1937) – szöveg: Erdős R.
- Csepereg – énekhang és zongora (1938) – szöveg: Falu Tamás
- Hóvirág – énekhang és zongora (1946) – szöveg: Fekete István
- Szeretlek – énekhang és zongora (1947) – szöveg: Szabó Lőrinc
- De szép az élet – énekhang (1954) – szöveg: Antalffy Endre